# تجمع اروف (المهرة)

تعديل مصدري - تعديل

تجمع اروف هو "تجمع بدوي" في عزلة الفيدمي بمديرية الغيظة التابعة لمحافظة المهرة، بلغ تعداد سكانه 24 نسمة حسب تعداد اليمن لعام 2004.